# Oliver Fix
Oliver Fix, född den 21 juni 1973 i Augsburg, Tyskland, är en tysk kanotist.
Han tog OS-guld på K-1 i slalom i samband med de olympiska kanottävlingarna 1996 i Atlanta.